# SIR (casa discografica)
La SIR (Società Italmusica Record) è stata una casa discografica italiana, attiva tra gli anni cinquanta e sessanta.

## Storia
La SIR, che aveva sede a Milano in corso Genova 22 e che venne fondata dall'industriale Pasquale Pigini, faceva parte, insieme ad altre case discografiche come la Silver, la Embassy, la IPM e la Pig, del gruppo Italmusica, ed era guidata, per quel che riguarda la direzione artistica, da Vanni Moretto.
Tra gli artisti di musica leggera che incisero per la casa discografica i più noti furono Nilla Pizzi e Gipo Farassino.
Con il fallimento dell'Italmusica, successivo alla morte di Pigini, nel 1968, la SIR chiuse le attività.

## Dischi
La datazione qui riportata si basa sull'etichetta del disco o sulla copertina; qualora nessuno di questi elementi abbia una datazione, è basata sulla numerazione del catalogo; talora è, infine, basata sul codice della matrice di stampa. Se esistenti, sono riportati, oltre all'anno, il mese e il giorno (quest'ultimo dato si trova, a volte, stampato sul vinile).

### 33 giri
| Numero di catalogo | Anno | Interprete     | Titoli               |
| ------------------ | ---- | -------------- | -------------------- |
| LDS 101            | 1963 | Nilla Pizzi    | Nilla Pizzi canta... |
| LDS 103            | 1963 | Gipo Farassino | Mè cit Turin         |

### 45 giri
| Numero di catalogo | Anno | Interprete                        | Titoli                                           |
| ------------------ | ---- | --------------------------------- | ------------------------------------------------ |
| TS 9001            | 1962 | I Nobili                          | Double Twist/Twist funiculì                      |
| TS 9005            | 1962 | Antonio Basurto                   | O pittore 'nnammurato/Please a cca, please a llà |
| TS 9006            | 1962 | Antonio Basurto                   | Avvicinati/Manuela                               |
| TS 9007            | 1962 | I Nobili                          | Things (baci)/Su, non esitar                     |
| TS 9008            | 1962 | I Nobili                          | Ma Ma Madison/Ok Madison                         |
| TS 9013            | 1963 | Luciana Salvadori                 | Cielo rosso/Sole d'estate                        |
| TS 9014            | 1963 | I Nobili                          | Diamoci del tu/Senza te                          |
| TS 9015            | 1963 | Corrado                           | Io non voglio/Un altro giorno                    |
| TS 9016            | 1963 | Mimmo Di Lello                    | Tango, pizza e casché/Abdullah Mortadel          |
| TS 9018            | 1963 | Franco Monviso                    | Che me ne faccio del latino/Il primo whisky      |
| TS 9020            | 1963 | Flora Gallo                       | Notti nude/Balla balla                           |
| TS 9022            | 1963 | Nilla Pizzi                       | Fiori/Sanremo la nuit                            |
| TS 9023            | 1963 | Franco Monviso                    | Papà ballava il twist/Vai piano...papà           |
| TS 9024            | 1963 | Franco Monviso                    | Signorine non guardate i marinai/Le donne        |
| TS 9025            | 1963 | Lia Scutari                       | Ruby Baby/Il corsaro                             |
| TS 9026            | 1964 | Nilla Pizzi                       | Come potrei dimenticarti/E se domani             |
| TS 9027            | 1964 | Nilla Pizzi                       | Vola colomba/Maria de Bahia                      |
| TS 9028            | 1964 | Nilla Pizzi                       | Spazzacamino/Tango delle rose                    |
| TS 9029            | 1964 | Nilla Pizzi                       | Papaveri e papere/Johnny Guitar                  |
| TS 9030            | 1964 | Nilla Pizzi                       | Grazie dei fiori/Marjolaina                      |
| TS 9031            | 1964 | Nilla Pizzi                       | O sole mio/Senza te                              |
| TS 9032            | 1964 | Nilla Pizzi                       | Croce di oro/Romantica città                     |
| TS 9033            | 1964 | I Nobili                          | Nina Loca/Mercoledì                              |
| TS 9034            | 1964 | Cico Mauro e I Quattro dell'Iride | Io voglio te/Il pacco azzurro                    |
| TS 9037            | 1964 | Nilla Pizzi                       | Forza Toro/Ti voglio dire                        |
| TS 9040            | 1964 | Nilla Pizzi                       | Abbronziamoci insieme/La canzone dell'estate     |
| TS 9051            | 1965 | Gipo Farassino                    | Matilde Pellissero/Pito e Cincilla               |
| TS 9052            | 1965 | Gipo Farassino                    | Camila/Bona neuit ai lader                       |
| TS 9053            | 1965 | Gipo Farassino                    | T'in ciamave prossot/Mi la batlina la porto mei  |
| TS 9054            | 1965 | Gipo Farassino                    | Salopa/'l mannequin d'i botai                    |
| TS 9055            | 1965 | Gipo Farassino                    | Sangon blues/Ma mi sai mac                       |
| TS 9056            | 1965 | Gipo Farassino                    | Me cit Turin/'d la 'd al pont 'd la ferovia      |
| TS 9060            | 1966 | Les Double Faces                  | Addio città/Ti prego torna                       |
| TS 9063            | 1967 | The Beans                         | Soltanto Dio/Se una stella                       |